# Proceropycnis pinicola
Proceropycnis pinicola — вид грибів, що належить до монотипового роду Proceropycnis.